# Michael Dawin
Michael Dawin (* 20. August 1942 in Wuppertal) ist ein deutscher Jurist. Er war bis August 2007 Richter am Bundesverwaltungsgericht.
Dawin besuchte von 1953 bis 1961 das altsprachliche Wilhelm-Dörpfeld-Gymnasium in Wuppertal. Anschließend studierte er Rechtswissenschaft an den Universitäten Mainz und Saarbrücken. Nach der Zweiten Juristischen Staatsprüfung begann seine juristische Laufbahn 1970 im Justizdienst des Landes Rheinland-Pfalz, wo er als wissenschaftlicher Mitarbeiter dem Oberverwaltungsgericht Rheinland-Pfalz zugewiesen wurde. Ab 1971 war Dawin als Gerichtsassessor am Verwaltungsgericht Koblenz tätig. 1973 wurde er dort zum Richter am Verwaltungsgericht ernannt. Nachdem er zwischenzeitlich bereits für die Dauer von sechs Monaten an das Oberverwaltungsgericht Rheinland-Pfalz abgeordnet worden war, wurde er 1977 zum Richter am Oberverwaltungsgericht ernannt.
Zum 1. April 1987 folgte die Ernennung Dawins zum Richter am Bundesverwaltungsgericht. Hier war er zunächst dem für das Asylrecht, das Heimkehrer- und Kriegsgefangenenentschädigungsrecht sowie das Recht der Vertriebenen zuständigen 9. Revisionssenat zugewiesen. 1998 wechselte er in den 2. Revisionssenat, der für das Recht des öffentlichen Dienstes zuständig ist. Im Juni 2000 wurde er stellvertretender Vorsitzender dieses Senats. Seit Januar 2002 gehörte er darüber hinaus auch dem Fachsenat nach § 189 VwGO an.
Im November 2002 wurde Dawin zum Honorarprofessor an der Universität Potsdam ernannt. Der Brandenburgische Landtag wählte ihn 2004 zum Richter am Verfassungsgericht des Landes Brandenburg. Diesem Gericht gehörte er bis zum Erreichen der Altersgrenze in 2011 an, seit Januar 2009 als dessen Vizepräsident.
Zum 1. September 2007 trat Michael Dawin als Richter am Bundesverwaltungsgericht in den Ruhestand.
Dawin ist seit 1968 verheiratet und hat zwei Töchter.